# Arachnopusia aquilina
Arachnopusia aquilina is een mosdiertjessoort uit de familie van de Arachnopusiidae. De wetenschappelijke naam van de soort is voor het eerst geldig gepubliceerd in 1970 door Moyano.